# بوميرا (باد كاليه)
بوميرا، باد كاليه (بالفرنسية: Pommera)‏ هي بلدية تقع في إقليم باد كاليه من منطقة نور با دو كاليه في شمال فرنسا. تبلغ مساحة هذه المدينة 4.42 (كم²)، وترتفع عن سطح البحر 171 م، يبلغ عدد سكانها 285 نسمة حسب إحصاء المعهد الوطني للإحصاء والدراسات الاقتصادية سنة 2009 م. وترأس Fabien Senaux البلدية خلال فترة (2008-2014).